# Пантич, Милинко
Милинко Пантич (род. 5 сентября 1966, Лозница) — сербский футболист и тренер.

## Игровая карьера
Пантич провёл первые шесть сезонов своей профессиональной карьеры с «Партизаном» в период между 1985 и 1991 годами.
Затем он перешёл в греческий чемпионат, где играл до 1995 года за афинский «Паниониос».
Когда ему было почти 29 лет, он был куплен «Атлетико Мадрид» по инициативе нового тренера Радомира Антича, который знал Пантича ещё по выступлениям за «Партизан». Этот шаг оказался верным, так как присутствие в команде творческого полузащитника Пантича при условии дополнительной поддержки игроков «Атлетико» принесло команде дубль: чемпионство в Ла-Лиге и Копа дель Рей в сезоне 1995/96. Пантич забил 10 голов в 41 матче и отдал множество голевых передач. Он провёл два сезона в Мадриде, забив в общей сложности 18 голов в 106 матчах, прежде чем перейти в «Гавр» летом 1998 года на один сезон. Летом 1999 года Пантич вернулся в «Паниониос», где провёл последние два года своей игровой карьеры.
Он сыграл 2 матча за сборную Сербии и Черногории в 1996 году.

## После ухода из спорта
Пантич вернулся в «Атлетико Мадрид» в качестве тренера молодёжи, где работал с детьми возраста от 3 до 9 лет в учебном центре клуба в Махадаонде. Оттуда он переходил в ряды тренерского штаба различных молодёжных составов. Он стал тренером молодёжи и резервных составов клуба и в то же время управлял определёнными составами. Летом 2011 года Пантич стал тренером «Атлетико Мадрид B» (вторая команда «Атлетико Мадрид») после большого успеха у руля молодёжи и резервных составов клуба и после упущенного шанса стать тренером первой команды. Он также играет за мини-футбольную команду «Атлетико Мадрид», участвующую в лиге ветеранов, которая включает в себя девять клубов, команда один раз в своей истории выигрывала Ла-Лигу.
В июне 2013 года Пантич был назначен тренером клуба из чемпионата Азербайджана, «Баку». Через год 24 июля 2014 года контракт был расторгнут по обоюдному согласию. 5 июля 2016 года Пантич был назначен главным тренером китайского «Далянь Аэрбин».

## Достижения
«Атлетико Мадрид»
- Чемпион Испании 1996.
- Обладатель кубка Испании 1996.